# Darwin!
Darwin! – drugi album studyjny włoskiego zespołu Banco del Mutuo Soccorso. Został nagrany w 1972 r. w wytwórni Ricordi. Jest to concept album traktujący o Karolu Darwinie i jego teorii ewolucji.

## Lista utworów
| 1. | "L'Evoluzione"                                                        | 13:59 |
|    |                                                                       |       |
| 2. | "La conquista della posizione eretta"                                 | 8:42  |
|    |                                                                       |       |
| 3. | "Danza dei grandi rettili"                                            | 3:42  |
|    |                                                                       |       |
| 4. | "Cento mani e cento occhi"                                            | 5:22  |
|    |                                                                       |       |
| 5. | "750,000 anni fa ... L'amore?"                                        | 5:38  |
|    |                                                                       |       |
| 6. | "Miserere alla storia"                                                | 5:58  |
|    |                                                                       |       |
| 7. | "Ed ora io domando tempo al tempo ed egli mi risponde ... Non ne ho!" | 3:29  |
|    |                                                                       |       |
|    |                                                                       | 46:50 |
|    |                                                                       |       |

## Twórcy
- Vittorio Nocenzi — organy, klawesyn, syntezator
- Gianni Nocenzi — fortepian, klarnet
- Marcello Todaro — gitara elektryczna, gitara akustyczna
- Renato D'Angelo — gitara basowa, Kontrabas
- Pier Luigi Calderoni — perkusja, kotły
- Francesco Di Giacomo — śpiew